# Anomaloglossus atopoglossus
Anomaloglossus atopoglossus är en groddjursart som först beskrevs av Grant, Humphrey och Myers 1997.  Anomaloglossus atopoglossus ingår i släktet Anomaloglossus och familjen Aromobatidae. IUCN kategoriserar arten globalt som otillräckligt studerad. Inga underarter finns listade i Catalogue of Life.